# Fédération laïque de centres de planning familial
 (juillet 2022).
La Fédération Laïque de Centres de Planning Familial (dont l'acronyme est FLCPF) est la première fédération de ce type à avoir fait son apparition au sein de la Fédération Wallonie-Bruxelles. En 2025, elle regroupe 42 centres de planning familial dont 22 à Bruxelles et 20 en Wallonie. Ses valeurs renvoient aux grands principes de la laïcité, principe de séparation de l'état et de la religion.    
En Fédération Wallonie-Bruxelles, il existe trois autres fédérations de centres de planning familial : la Fédération des Centres de Planning et de Consultation (FCPC), la Fédération des Centres Pluralistes de Planning Familial (FCPPF) et Sofélia, Fédé militante des Centres de Planning familial solidaires (anciennement Fédération des Centres de Planning Familial des Femmes Prévoyantes Socialistes). Ces trois fédérations, ainsi que la Fédération Laïque de Centres de Planning Familial, sont des associations sans but lucratif.

## Histoire

### Origines
L'histoire de la Fédération est intimement liée au développement des centres de planning familial en Belgique. En effet, l'état déplorable des femmes ayant subi un avortement clandestin révoltait la société et plus particulièrement, le personnel hospitalier. Ils blâmaient l'incohérence de la législation relative à l'IVG et à la contraception. Effectivement, à cette époque, la distribution et la publicité des moyens contraceptifs étaient réprimés par le Code pénal. C'est seulement en 1973 que la publicité pour les moyens de contraception fut autorisée.
C'est d'une initiative personnelle qu'en 1955 est apparu le premier centre, à Gand et c'est sept ans plus tard, en 1962, qu'émerge le premier centre de planning familial francophone.
En 1972, c'est à l'initiative de la Famille Heureuse de Saint-Josse que la Fédération Belge pour le Planning Familial et l'Éducation Sexuelle est née, à la suite du regroupement des premiers centres de planning familial à tendance laïque et neutre,. Cette Fédération était d'ores et déjà une association sans but lucratif. En 1986, à la suite de la régionalisation du pays, la Fédération belge se scinde en deux ASBL indépendantes :  la  Fédération Francophone Belge pour le Planning Familial et l'Éducation Sexuelle et le Centra voor Geboorteregeling en Seksuele Opvoeding (CGSO). Finalement, ce n'est qu'en 1999 que la partie francophone prend le nom que nous lui connaissons aujourd'hui, soit la Fédération Laïque de Centres de Planning Familial (FLCPF).
À l'époque, l'objectif principal était d'aboutir à une dépénalisation de l'avortement et à une généralisation de la contraception.
Aujourd'hui[Quand ?], cette structure d'appui aux centres de planning familial est reconnue comme « organisme d'éducation permanente » et regroupe 42 centres dont 20 en Wallonie et 22 à Bruxelles. La FLCPF forme, avec son équivalent flamand, la Fédération Belge pour le Planning Familial et l'Éducation Sexuelle qui elle, fait partie de l'International Planned Parenthood Federation (IPPF).
C'est la Fédération Laïque qui compte le plus grand nombre de centres. Ceux-ci représentent près de 50% de l'activité du secteur en Fédération Wallonie-Bruxelles.

## Composition et organisation
Cette association sans but lucratif connait une organisation hiérarchique.
Premièrement, elle dispose d'une assemblée générale qui représente le niveau de pouvoir le plus élevé. Cette assemblée se compose de personnes morales, à savoir, les différents centres de planning familial ainsi que de personnes physiques. Ces personnes se répartissent en deux catégories : les membres adhérents et les membres effectifs. Les premiers sont principalement des personnes morales qui disposent uniquement d'une voix consultative tandis que, les seconds, composés de personnes morales et physiques, bénéficient de la plénitude des droits ainsi que d'une voix délibérative. C'est à l'issue d'un stage d'un an que les membres adhérents peuvent devenir membres effectifs, s'ils le souhaitent. Les compétences de l'assemblée générale sont, notamment, la modification des Statuts, le contrôle des budgets et des comptes, la désignation des administrateurs.
Par ailleurs, elle dispose d'un conseil d'administration élu par l'assemblée générale et composé de neuf personnes physiques : deux co-présidentes (Céline Glorie et Cécile Raze) et six administrateurs et administratrices (Caroline Adé, Kimberly Brialmont, Guillaume Damit, Élise Henin, Lionel Rubin et Gudule Saliez),,. Ce conseil délègue une partie de ses pouvoirs au directeur qui s'entoure de 19 autres travailleurs chargé des activités, du pôle administratif, des missions, etc.
De plus, les administrateurs sont tenus d'assurer la réalisation des objectifs fixés par l'assemblée générale.

## Financement
La FLCPF est agréée par la Fédération Wallonie-Bruxelles ainsi que par la Commission Communautaire Française de la Région de Bruxelles-capitale et l'Agence wallonne pour une vie de qualité (AVIQ), ce qui lui permet de recevoir des subventions.
Pour être agréée et pour obtenir ces subventions, la FLCPF a dû se soumettre aux exigences de deux décrets : l'un de janvier 1995 pour les centres bruxellois et l'autre de juillet 1997 pour les centres établis sur le territoire wallon,. Ces deux décrets assurent les dépenses liées aux services qu'offrent les centres, mais aussi le financement des salaires des employés.
La Fédération Laïque de Centres de Planning Familial dispose donc de diverses sources de financement : les centres de planning familial (de par leurs cotisations), la Commission Communautaire Française de la Région de Bruxelles-capitale (pour les Affaires Sociales et la Promotion de la Santé), la Fédération Wallonie-Bruxelles (pour l'Éducation Permanente) ainsi que la Région wallonne (pour la Promotion de la Santé).

## Activités et missions

### Éducation sexuelle (EVRAS) et formations
La Fédération propose des formations professionnelles à toute personne susceptible d'assurer l'éducation sexuelle dans les écoles ou dans le milieu professionnel. Ainsi, ces personnes pourront organiser des conférences et des interventions afin de sensibiliser aux moyens contraceptifs, aux infections sexuellement transmissibles et autres. Cette mission a pris davantage d’importance à la suite de l’apparition du SIDA. Aujourd’hui, il s’agit de l’une des missions qu’elle considère comme les plus importantes,. C’est pourquoi elle se bat pour que chacun ait accès à l’éducation affective et sexuelle.

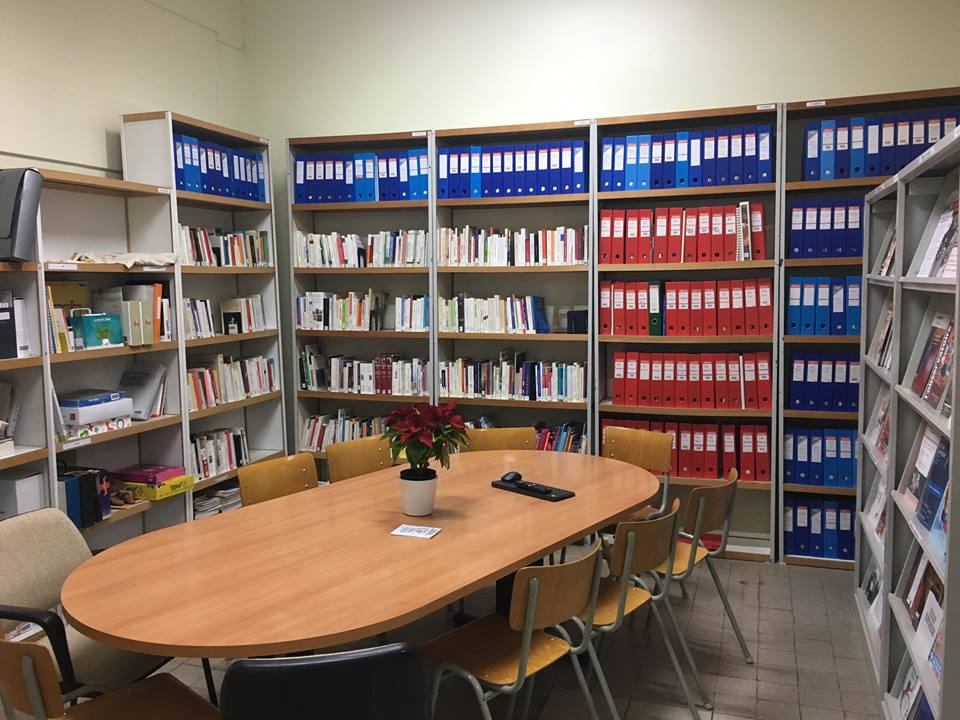
le Centre de documentation et d’information sur la vie affective et sexuelle de la Fédération Laïque de Centres de Planning Familial (CEDIF)

Un exemple concret est le projet Sex&Co qui a pour objectif « de promouvoir la santé sexuelle et affective en milieu festif ».
Par ailleurs, la Fédération propose  un centre de documentation accessible à tout un chacun. Elle souhaite garantir à toute personne l'accès à l'information, indépendamment de sa condition sociale, de son appartenance religieuse ou de ses origines.
Ce centre se nomme « le Centre de documentation et d’information sur la vie affective et sexuelle de la Fédération Laïque de Centres de Planning Familial », soit le CEDIF. Les membres du CEDIF rédigent également divers documents informatifs à l'attention du grand public. Ces documents portent principalement sur des sujets relatifs à la vie sexuelle et affective (brochures, outils pédagogiques, actes...),,.
De plus, le CEDIF compte un centre de ressources « Sexualités et Handicaps ».

### Interruption volontaire de grossesse et contraception
Actuellement[Quand ?], plus de la moitié des centres affiliés à la FLCPF pratiquent l’IVG et font donc partie du Groupe d'Action des Centres Extra-hospitaliers Pratiquant l'Avortement, autrement appelé GACEHPA. Ce groupe a des objectifs assez semblables aux buts de la Fédération : il défend le droit à l'IVG, garantit la qualité de l'opération et défend les centres qui offrent ce service.

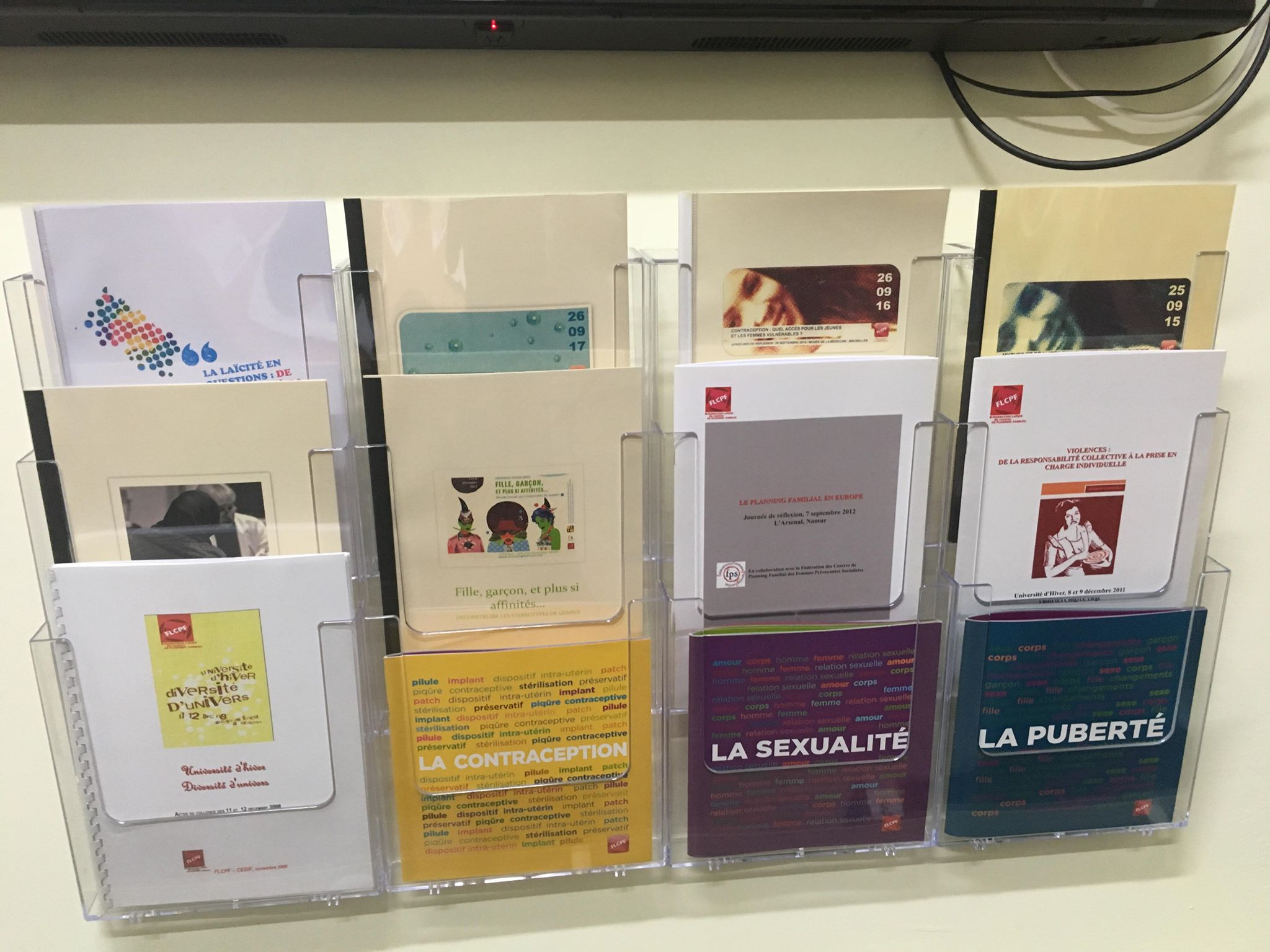
Brochures d'informations créées par le centre de documentation de la fédération laïc pour le planning familial.

Ces centres pratiquant l'avortement sont également appelés « Centres extra-hospitaliers ». La pratique de l'IVG dans des centres extra-hospitaliers est spécifique aux centres affiliés à la FLCPF. En effet, dans la plupart des pays d'Europe, l'avortement se pratique dans un hôpital.
La Fédération Laïque de Centre de planning familial compte 22 centres proposant ce service (huit en Wallonie et 14 à Bruxelles).
En outre, la FLCPF lutte pour le développement et la généralisation de tous les moyens contraceptifs ainsi que pour une dépénalisation totale de l'avortement.

### Promotion des droits sexuels et reproductifs
La Fédération participe à des conférences, des débats, des événements pour promouvoir ses valeurs et ses missions.
De plus, elle agit politiquement pour défendre les droits sexuels et reproductifs au niveau national et international. La cellule politique générale promeut ces droits afin qu'ils soient reconnus comme des droits fondamentaux. Ce processus a déjà été entamé dans des conférences internationales (Le Caire en 1994 et Pékin en 1995).
La Fédération collabore également avec le secteur du handicap et promeut l'accès aux droits sexuels et reproductifs pour les personnes handicapées. En effet, elle propose de la documentation relative à ce sujet (brochures, livres...), organise des rencontres, des conférences et encourage à la prise en considération de ces personnes.

### Aide et coordination des centres de planning familial
La fédération se charge de coordonner les 42 centres qui lui sont affiliés. Par ailleurs, elle leur vient en aide en « les informant sur les questions relevant de leurs domaines, en les représentant, en défendant leurs droits et en favorisant leur activité ». De plus, elle encourage à la création de nouveaux centres.

### Autres
D’autres thématiques se trouvent également sur le site officiel de la Fédération telles que les violences conjugales, la jeunesse, la parentalité ou encore l’orientation sexuelle et l’identité de genre. Ces domaines constituent d’autres points d’action de la FLCPF.

### Revues
- Politique, revue de débats, bimestriel.

- Marques-Pereira, B., « L'avortement à l'intersection des luttes féministes et laïques : IVG : 20 ans après », Chronique féministe, no 105,‎ janvier/juin 2010.

### Ouvrages
- B. Abramowicz, (R)évolution, le planning familial en perspective (colloque, 14 -15 décembre 2007), FLPCF/CEDIF.
- N. Clochard, Le planning familial en Communauté Française de Belgique et en France : Son histoire, ses missions actuelles et futures (mémoire, Université Libre de Bruxelles), 2006-2007.
- M.-N. Coetsier, La pratique du droit à l'avortement médical en Belgique (1990- 2008) (mémoire, Université Libre de Bruxelles,), 2008-2009.
- K. Jacquet, Une analyse du champ du planning familial : Poids de l’histoire et repositionnement des acteurs face à trois enjeux clés (mémoire, Université Catholique de Louvain), juillet 2014.
- J. Michot, Femmes, libertés, laïcité, Centre d'action laïque, édition de l'Université de Bruxelles, 2005.
- S. Pereira, Quelle éducation sexuelle et affective des adolescent-e-s à l'aube de ce troisième millénaire ?, Bruxelles, Université des femmes, coll. « Droits sexuels et reproductifs », 2007.
- Le planning familial en Belgique en 7 pages, FLCPF/CEDIF, septembre 2012.
- Charte de la Fédération laïque de centres de planning familial

### Législation
- « Décret du 23 janvier 2014 modifiant certaines dispositions du Code wallon de l'Action sociale et de la Santé relatives aux centres et aux fédérations de planning et de consultation familiale et conjugale », dans M.B., 11 février 2014, art. 183.
- « Statuts de la Fédération laïque de centres de planning familial », dans Annexes M.B., 8 juillet 2014, art. 5, 6, 13, 14, 17, 18 et 24.